# Peter David (Politiker)

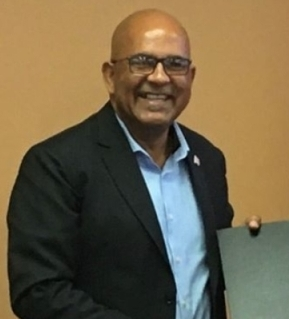
Peter David, 2019

Peter Charles David (* 26. Juli 1957) ist ein Politiker aus Grenada.

## Leben
Nach der Schulausbildung an der Grenada Boys Secondary School absolvierte er ein Studium der Rechtswissenschaften an der Carleton University in Ottawa sowie der University of Essex. Nach Abschluss des Studiums war er als Rechtsanwalt (Attorney-at-Law) tätig.
David begann seine politische Laufbahn während der Volksrevolution von Maurice Bishop gegen das Regime von Eric Gairy im März 1979, als er als Leiter von Radio Free Grenada stellvertretender Informationsminister der bis 1983 amtierenden Regierung von Bishop wurde.
Bei den Wahlen von November 2003 wurde er als Kandidat des National Democratic Congress (NDC) erstmals zum Abgeordneten des Repräsentantenhauses gewählt wurde, wo er den Wahlkreis Town of St. George vertritt. Die damals regierende New National Party (NNP) unter Premierminister Keith Claudius Mitchell reichte unmittelbar darauf Klage ein um die Wahrnehmung des Abgeordnetenmandats durch David zu verhindern und argumentierte damit, dass er Staatsbürger von Kanada sei und dadurch nicht wählbar. Diese Klage wurde allerdings abgelehnt.
Bei den Wahlen zum Repräsentantenhaus am 8. Juli 2008, die zum Sieg der NDC führten, wurde er im Wahlkreis Town of St. George erneut zum Abgeordneten gewählt. In der daraufhin vom Vorsitzenden der NDC und jetzigen Premierminister Tillman Thomas gebildeten Regierung wurde er am 13. Juli 2008 zum Minister für Auswärtige Angelegenheiten und Tourismus ernannt. Darüber hinaus ist er Generalsekretär der NDC. Als Tourismusminister gelang ihm unter anderem die Verabredung einer neuen Flugroute zwischen New York City und Grenada durch die Delta Airlines. Im Rahmen einer Kabinettsumbildung übergab er das Amt des Tourismusministers am 1. August 2009 an die bisherige Ministerin für Soziale Entwicklung, Arbeit und Kirchliche Beziehungen Glennis Roberts.